# Encyoposis hemistigma
Encyoposis hemistigma är en insektsart som beskrevs av Van der Weele 1909. Encyoposis hemistigma ingår i släktet Encyoposis och familjen fjärilsländor. Inga underarter finns listade i Catalogue of Life.